# シュネッケ
シュネッケ (SCHNECKE) は 、スクウェア・エニックスのコンピュータゲーム『フロントミッション』シリーズに登場する架空の企業。

## 会社概要
- 社名　SCHNECKE
- 本社　E.C.ドイツ
- 創業　2007年
- 初代技術顧問　ランドルト教授
- 創業者　ウィリー・フライヘール・マクシミリアン
- 現社長　ヴェルナー・マクシミリアン
- 登場作品　全作品

## 沿革
世界初のWAW開発に成功し、WAPの先端を切り開いた最古のWAPメーカーであり、WAPの歴史は社史に組み込まれているとさえ言える。黎明期であるアフリカ紛争時から最前線に立つWAWを目にする機会が多かったように、産業は隆盛を極め、元は土木・建設用大型作業機械において国際的にも名を馳せていたシュネッケも軍需産業方面にその規模を肥大化させていくことになる。
2029年、「シケイダ」の共同開発によって、地雷除去から始まったWAW技術の軍事利用化は加速度的に進むこととなった。膨れ上がる闇を示すように、後にWAPの父と呼ばれたランドルト教授はWAWの軍事利用に反対し社を離れるが、翌2030年に殺害される。
犯人こそハイネマンに雇われたシンセミアであったが、ハフマン島と並ぶ兵器実験場であるアフリカで同傭兵部隊の活動は大きく、社に対しても実戦データを提供するなど暗部に関わっていた。E.C.とO.C.U.の代理戦争と言うべき紛争には当然あらゆる方面から影響を確保しようという思惑があったことが否めず、その点でE.C.側最右翼である同社は良くも悪くも決して無視できない存在となっている。
その老舗も、激化する競争の中ではその存在を希薄にしたようであるが、2102年にはレオノーラと技術提携を結ぶなどして、業界に一定の存在感を保っている。また、それ以前にO.C.U日本の謎兵器メーカー吉田戦車社と共同開発で他に類を見ないWAPを製造するなどしており、常に先端を歩む姿勢は保っているようだ。小説版の記述にあるように、実態は国際企業とみてもあながち間違いでないと言えよう。

## 事業部
すべてのパーツ開発を行い、そのラインナップは人型以外にも渡るように、WAP用兵器開発と共に層が広い。特にナックル等の格闘用武器開発に注視していたようであるが、激しい競争に晒され、最終的にはトロー社に存在感を奪われてしまう。ともあれ、個性が出やすい格闘用武器でその人ありといった感はなお否めない。
製品は無難でありながら、どこかシャープな感覚を与えるものとなっている。兵器の命名はドイツ語の他、数詞を多用しているのも特徴。

## WAW
アフリカ紛争時、順次投入されたWAW。ちなみに「ヴァーゲ」、「シュッツェ」、「レーヴェ」はそれぞれ独語で「天秤」、「射手」、「獅子」と黄道十二宮に由来した命名。

### ヴァーゲ・シリーズ
アフリカ紛争初期、ジェイドメタルのWAWに対抗し、急遽作業用WAWを改装、投入された機種。装甲厚においては、JM社に勝利した模様。
- ヴァーゲ(LW-16D)【FA】
- ヴァーゲ プルス(LWU-16D)【FA】

ヴァーゲの指揮官用モデル。
- ヴァーゲ アオフクレーラー(LWM-16D)【FA】
強行偵察用モデル。
- ヴァーゲ フェアシュテルクング(LWS-16D)【FA】 
改修型。装甲厚の増加、機体動作が改善された。
- ヴァーゲ フェアシュテルクング ツヴァイ(LWS-16DE )【FA】
2次改修型。
- ヴァーゲ プルス フェアシュテルクング(LWG-16D)【FA】
指揮官用モデルの1次改修型。
- ヴァーゲ プルス フェアシュテルクング ツヴァイ(LWG-16DE)【FA】
指揮官用モデルの2次改修型。

### シュッツェ・シリーズ
培ったノウハウを元にヴァーゲを完全に改装したシリーズ。当初から戦闘用を想定しており、長射程のハンドウェポン装備にも対応していた。
- シュッツェ(SW-03)【FA】
- シュッツェ プルス(SWU-03)【FA】
シュッツェの指揮官用モデル。
- シュッツェ アオフクレーラー(SWM-03)【FA】
強行偵察用モデル。
- シュッツェ フェアシュテルクング(SWS-03)【FA】
1次改修型。
- シュッツェ プルス フェアシュテルクング(SWG-03)【FA】
指揮官用モデルの1次改修型。
- シュッツェ フェアシュテルクング ツヴァイ(SWS-03E)【FA】
2次改修型。
- シュッツェ プルス フェアシュテルクング ツヴァイ(SWG-03E)【FA】 
指揮官用モデルの2次改修型。
- ダチュラ改　クロランタ(SW-Proto1 CHLORANTA)【FA】
- ダチュラ改　ディスカラー(SW-Proto2 DISCOLOR)【FA】 
ダチュラはヴァーゲの後、新型開発にあたって開発されたプロトタイプの一つ。同機体等はこれを元にシンセミアのメカニックが改造を施したもので、クロランタは急襲仕様、ディスカラーは特殊攻撃仕様。いずれも、通常WAWから外れたサイズであった。
- アトローパ改　ベラドンナ(SWC-Proto1 BELLADONNA)【FA】
同じく、シュッツェの新型開発にあたって開発されたプロトタイプの一つであるアトローパを改造し、高機動仕様としたもの。いずれの実戦データもシュネッケに提供され、後のレーヴェの開発にフィードバックされた。

### レーヴェ・シリーズ
シュッツェで培った技術を用いたシリーズ。
- レーヴェ(SW-03C)【FA】
- レーヴェ プルス(SWU-03C)【FA】 
指揮官用モデル。
- レーヴェ アオフクレーラー(SWM-03C)【FA】
強行偵察用モデル。
- レーヴェ フェアシュテルクング(SWS-03C)【FA】
1次改修型。
- レーヴェ プルス フェアシュテルクング(SWG-03C)【FA】
指揮官用モデルの1次改修型。
- レーヴェ フェアシュテルクング ツヴァイ(SWS-03CE)【FA】
2次改修型。
- レーヴェ プルス フェアシュテルクング ツヴァイ(SWG-03CE)【FA】 
指揮官用モデルの2次改修型。

## ヴァンツァー
- シケイダ【FA】
胴部部分担当。
- アインホルン(Einhorn)【FMO】
  - 他にG1〜G3型。
  - アインホルンH（ホーン）1【FMO】
アドバンスドモデル。他にH2、H3型。
- ヤクトハント(Jagdhund)【4th】
4脚型レッグパーツ。

| ハルト-         | ハルト-                                                      |
| --------------- | ------------------------------------------------------------ |
| メーカー        | シュネッケ（E.C.ドイツ）                                     |
| 固定武装        | ヘッドファイア(FL（ヴィント） ファイアロック(FL)（ツァーン） |
| 携帯火器        | 装備不能（肩部は可能）                                       |
| ストラク(Strak) |                                                              |
| メーカー        | シュネッケ（E.C.ドイツ）                                     |
| 固定武装        | 08式単装砲(RF)                                               |

ハルトヴィント(Hartwind)【2nd】
鳥の嘴のように突き出た頭部とFL内蔵腕部が特徴的。他にハルトツァーン(Hartzahn)。
ビーネドライ(Bienedrei)【3rd】
遠距離支援を行う敵機を無効化することを主目的として設計された機体。
ラオペフィーア(Raupevier)【3rd】
格闘戦に特化した機体であり、胴部には敵を撹乱するため、コクピットを欺瞞するような設計が施されている。海外版のスペルは「Lanze」
ストラク【3rd】
日本名、05式機動車。腕部に大口径RFを装備した多脚型WAP。

### テンダス・シリーズ
| テンダス(Tendus) | テンダス(Tendus)                                               |
| ---------------- | -------------------------------------------------------------- |
| メーカー         | シュネッケ(E.C.ドイツ)                                         |
| 固定武装         | なし                                                           |
| 携帯火器         | MULS-P規格適応品                                               |
| 主要搭乗者       | ロイド・クライブ フレデリック・ランカスター モーリー・オドネル |

テンダス【1ST】
三本爪のマニピュレータ、防弾ガラス一枚だけのコクピット等、その性格は前身のWAWに近い。『FMO』のバリエーション機では後のWAPのように装甲とモニターで構成されたコクピットに変更された。テラーンと並び、一部に熱狂的ファンが存在するWAPである。
- テンダスMk.II【FMO】
  - 他にIIA、IIS、III、IIIA型。
- テンダスA1【FMO】
  - 他にA2、A4型

### ビザント・シリーズ
脚部はキャタピラ、腕部はMG内蔵武器腕となっており、低い全高から戦車を思わせる機種。脚部には補助エンジンが格納されており、重武装も可能とするという。
ビザント【1ST】
『FMO』では同シリーズのMG内蔵腕に大量のバリエーションが登場。
クロフ(Crof)【1ST】
ビザントの改良型。水上及び森林での走破性に問題があった。
インドス(Indos)【1ST】
クロフの改良型。

### アルペジオ・シリーズ
アルペジオ【1ST】
胴部はインドスとほぼ同等の性能を誇るが、脚部は変更されている。
- アルペジオG【FMO】
- オルゲル(Orgel)【1ST】
アルペジオの改良型。
- オルゲルG【FMO】
- フリューゲル(Flugel)【1ST,FMO】
オルゲルの改良型。SFC版での名称はファゴット(Fagot)であったが、スラングの意があるため変更された。
- バゼット(Basset)【FMO】
- クラヴィーア(Klavier)【FMO】
  - 他にG型。

### ツェーダー・シリーズ
| ツェーダー(Zeder) | ツェーダー(Zeder)                        |
| ----------------- | ---------------------------------------- |
| メーカー          | シュネッケ（E.C.ドイツ）                 |
| 固定武装          | 44mmエトヴァ(CN(T2) 56mmエトヴァ(CN)(T3) |
| 携帯火器          | 装備不能（肩部は可能）                   |

ツェーダー【4th】
重量と高出力からレオノーラのワイルドゴートと同一のコンセプトに則っていると思われる。他にT、T3、H2型等。
- ツェーダーH【FMO】
- ツェーダーT2【2nd】
『2nd』に登場したモデルで対車両用に腕部にCNを装備。他にT3型。
- キーファーT1(Kiefer T1)【FMO】
  - 他にT3、T5型。

### グリレ・シリーズ
| グリレゼクス(Grille Sechs) | グリレゼクス(Grille Sechs) |
| -------------------------- | -------------------------- |
| メーカー                   | シュネッケ(E.C.ドイツ)     |
| 固定武装                   | なし                       |
| 携帯火器                   | MULS-P規格適応品           |
| 主要搭乗者                 | ルドルフ・カイザー         |

グリレゼクス【4th,5th】
高機動の足回りと命中精度の高い腕部が特徴的。機体の特徴である大型肩関節は重火器の使用を前提として設計されたため。そのため、主にスナイパー機体として使用されるが、汎用性も高い。総合的な戦闘能力の高さから「呉龍」隊長ルドルフをはじめとして傭兵に愛用者を多く持つ。序数（Sechst、または6.）を用いず、数詞で表記しているので少々疑問はあるが、グリレ・シリーズの六番目の機種と考えられる。
- グリレゼクスP【4th】

グリレアインス(Grilleeins)【FMO】
イーゲル・シリーズの後継にあたってグリレ・シリーズとして最初に開発されたと思われる機体。他にグリレアインスH。
グリレゼクスD(Grillesechs D)【5th】
改造によって派生するためメーカーの既製品ではなく、U.S.N.独自のカスタマイズとも考えられる。
グリレゼクスH(Grille Sechs H)【3rd,4th,5th,FMO】
一部の優秀なパイロット用に性能を強化したアドバンス機体。角飾りがあるのが特徴であり、「呉龍」隊長機は正確にはこちらである。主にレスポンスを重点的に強化。

#### イーゲル・シリーズ
| イーゲル(Igel-) | イーゲル(Igel-)                                      |
| --------------- | ---------------------------------------------------- |
| メーカー        | シュネッケ（E.C.ドイツ）                             |
| 固定武装        | グロップ20mm(SG(アインス) グロップ30mm(SG)(ツヴァイ) |
| 携帯火器        | 装備不能（肩部は可能）                               |

グリレ・シリーズの前身にあたる機種。
イーゲルアインス(Igeleins)【1ST(DS),2nd,4th】
『2nd』においてはSG内蔵腕と車両タイプの脚を有するが、それは局地戦用に開発された同名モデルと考えられる。『4th』においてはシリーズを踏襲したデザインのものが確認されている。他にイーゲルツヴァイ等。DS版『1ST』では『4th』のモデルとして登場。システム上ではゼニスVに匹敵する性能を持つ。
イーゲルゼクス(Igelsechs)【4th】
ドイツ国防軍にはスナイパー仕様に調整された同シリーズが多数配備されている。同様に指揮官用モデル「イーゲルアインH」、「イーゲルゼクスHS」が確認されている。
- イーゲルアインスH【1ST(DS),4th】

### ゲパルト・シリーズ
| ゲパルトノイン(Gepard Neun) | ゲパルトノイン(Gepard Neun)       |
| --------------------------- | --------------------------------- |
| メーカー                    | シュネッケ(E.C.ドイツ)            |
| 固定武装                    | グレッチャー(PB) ゲパルトノインMG |
| 携帯火器                    | ツィーゲMG(MULS-P規格適応品？)    |
| 主要搭乗者                  | ロルフ・ヴァグナー                |

ゲパルトノイン【4th】
従来のWAPをそのまま大型化することによって汎用性と火力・装甲の強化を狙った大型ヴァンツァー。装備火器（劇中ではツィーゲMG）の火力は凄まじいものがあったが、その反面パーツが特注の高価なものになってしまい、競争力の低さから配備は進んでいない。数詞が機体に付けられる同社の伝統に違わず、9(neun)番目の試作機である。
他に8番目のゲパルトアハト(Gepardacht)等。アハトと比較すると、右腕がPBとMG内蔵の武器内蔵腕部(Gretcher)となっており、どこかレイブンを想起させるものとなっている。

### ルフト・シリーズ
ランチャー対応型。接地部が三方に分かれたホバー脚と箱型の胴体を持つ。システム上では腕部の命中率補正も高い。
- ルフトローバー(Luftrauber)【5th】
- ルフトバンガー(Luftpanger)【5th】
- ルフトリッター(Luftritter)【5th】

### ジービュ・シリーズ
ジービュT4(Zebu 4)【2nd】
箱型の胴体を持つ機種。支援ポッドを大型化したかのようなフォルムが特徴。他にT4S、T8型。

### 嫌なヴァンツァー
| 嫌なヴァンツァー(Iyana.w) | 嫌なヴァンツァー(Iyana.w)                         |
| ------------------------- | ------------------------------------------------- |
| メーカー                  | シュネッケ（E.C.ドイツ） 吉田戦車社（O.C.U.日本） |
| 固定武装                  | ねこさんパンチ かえるさんパンチ                   |
| 携帯火器                  | 装備不能（肩部は可能）                            |

嫌なヴァンツァー【2nd】
O.C.U.日本の謎兵器メーカー吉田戦車社と共同開発したWAP。
他のWAPには見られない丸みを帯びた人にしか見えない特異なフォルムをしている。臍にあたる部分が突き出ており、そこがコックピットブロック。パイロットはむき出し状態になる。
両腕、内訳は左腕に「ねこさんパンチ」、右腕に「かえるさんパンチ」という格闘専用腕部になっており、レイブンクローと同等の威力とされる。ねこさん・かえるさんという特殊腕部仕様の為、武器を所持する事は出来ないが、唯一、「おたけさん」なるオウム型の対空ユニットを装備可能。高い耐久度・機動力を誇る、最強クラスのWAPである（最強WAPレイブンは、武器を搭載できない）。
ただし、ランニングコストが既存WAPと比べて、異常に高い点が瑕疵とされる。

## 武器内蔵腕
- ビザント・アーム【1ST,FMO】

## 兵器
- ナックル
  - レベラー・シリーズ
  - ソウルバスター・シリーズ
  - ハードブロウ・シリーズ
  - スカルバスター・シリーズ
  - ラフストライカー・シリーズ
  - シャイニングフィスト・シリーズ
- パイルバンカー
  - プレスニードル・シリーズ
  - シャープニードル・シリーズ
  - シュピッツェ・シリーズ
- ロッド
  - ビーター・シリーズ
  - アゴーニ・シリーズ
  - ロッダー・シリーズ
  - クラッター・シリーズ
- マシンガン
  - クラヴィエ(Klavier)
  - ピュース・シリーズ
  - ツィーゲMG
- ライフル
  - アインバント(Einband)
  - ズィーガー(Sieger)
  - ツィーゲ(Ziege)
『1ST』（第2次ハフマン紛争期）において最強の威力を誇ったアサルトライフル(ARF)。ごく少数が生産され、そのうち1丁はキャニオンクロウに渡ったとされる。他にこの名を冠するRF、「ツィーゲP」を装備したレイブンが紛争後に確認されている。10年後の『2nd』においては既に量産体制が整っていたようである。
- 火炎放射器
  - ウォーマー・シリーズ
- バズーカ砲
  - ルンゲ・シリーズ
- ミサイルランチャー
  - ドロッセル
  - セリース
  - パライナ
  - ルフトヴィルト
  - ヴルガー・シリーズ
  - ヴィルト・シリーズ
  - ゴルディアス・シリーズ
  - おたけさん(OtakeSan)【2nd】
嫌なヴァンツァーの標準装備であるピンクの鳥の形をした対空ミサイル。ゲーム中では無限の弾数を誇り、決して弾切れすることが無い。
- ロケットランチャー
  - ルフトヴィルト・シリーズ
- シールド
  - SN・シリーズ

## 搭乗パイロット一覧
シュネッケ社製の機体に搭乗した主なパイロット。()内は登場タイトル。
| - ヴァーゲ - バミア団(FA) - ダチュラ - リーベルト・ドワイヤー(FA) - バズレイ・ステビンズ(FA) - アトローパ - メアリージェーン・デルシャフト(FA) - テンダス - ロイド・クライブ(1ST) - フレデリック・ランカスター(1ST) - モーリー・オドネル(1ST) - オルゲル - ゲンツ・ウィーザー(1ST) | - グリレ・シリーズ - ルドルフ・カイザー(3rd) - イーゲル・シリーズ - ドランツ(4th) - ビーネドライ - ハタリ・カウティリヤ(3rd) - ラオペフィーア - グリゴリ・ヘンゲル(3rd) - ゲパルト・シリーズ - ロルフ・ヴァグナー(4th) - ストラク（05式機動車） - 後藤(3rd) |